# SNCAC NC 211
SNCAC SC 211 コルモラン
- 用途：旅客機、貨物機
- 製造者：SNCAC
- 初飛行：1948年7月20日
- 生産数：4機

SNCAC SC 211コルモラン（SNCAC SC 211 Cormoran）は、SNCAC社で製造されたフランスの4発大型旅客、貨物機である。

## 概要
NC 211は1,200 PS を発生するグノーム・ローン 星型エンジンを4基装備し、直径4 mの3枚ブレードのプロペラを駆動した。機内は上下2段に分かれ、1階には150立方メートルの貨物を搭載し、2階には131名の乗客と7名の乗員を搭乗させることができた。

## 生産
14機が生産される予定であったが実際には僅か4機しか製造されなかった。NC 211は短距離を飛ぶには大き過ぎ、その搭載量の少なさで軍用にも向かなかった。

## 歴史
1948年7月20日に最初の試作機が初飛行を行ったときに墜落し、操縦士のベルトラント（Bertrand）と他の搭乗員は死亡した。1949年4月9日に試作2号機が飛行したがNC 211は量産には入らずに、計画はキャンセルされた。

## 要目
- 乗員：4名
- 搭乗可能乗客数：131名（最大）
- 全長：30.50 m
- 全幅：44.00 m
- 全高：10.10 m

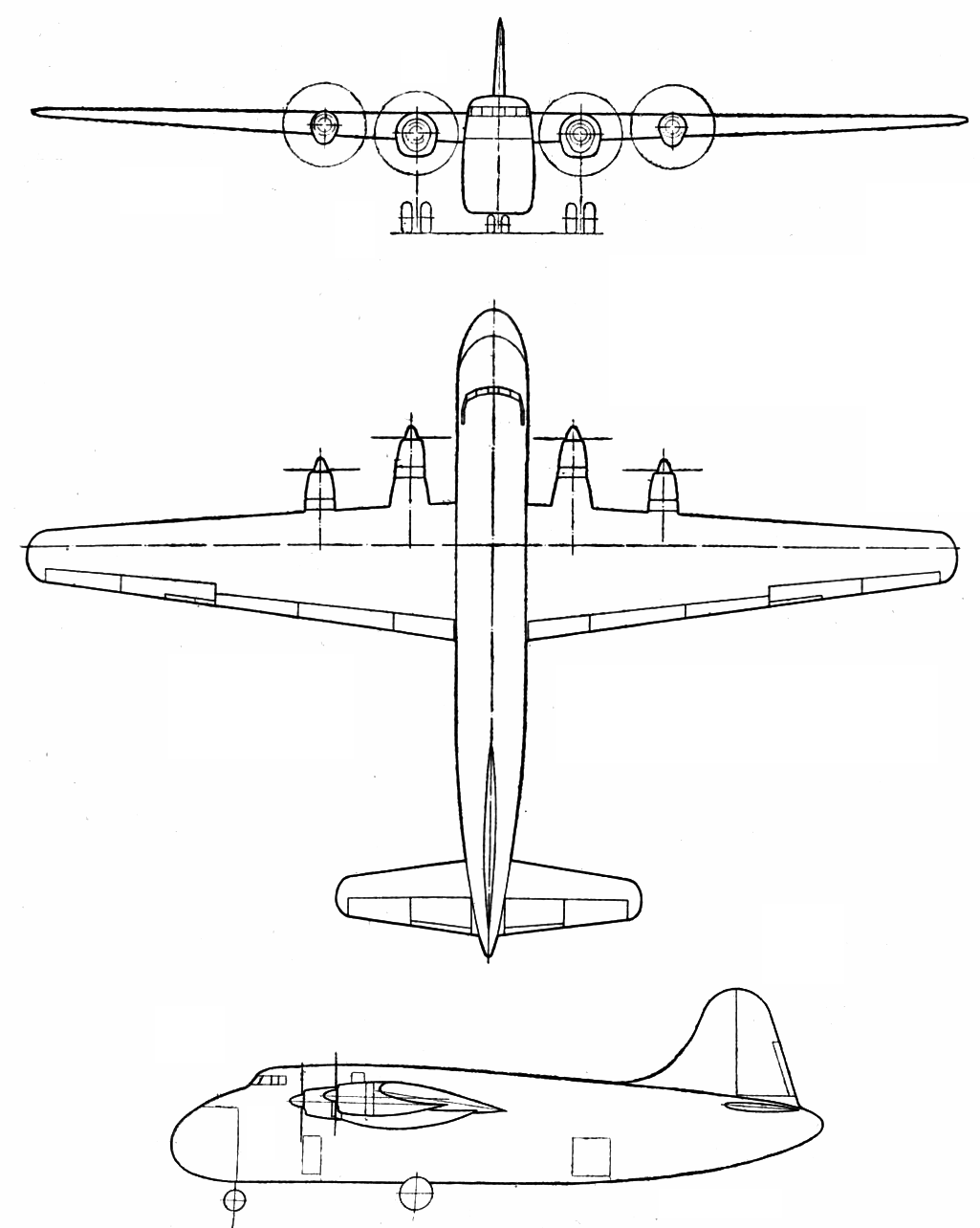
SNCAC NC 211

- 翼面積：200.00 m2
- 空虚重量：24,000 kg
- 最大離陸重量：42,000 kg
- 最高速度：400 km/h
- 巡航速度：320 km/h
- 巡航高度：8,000 m
- 航続距離：2,000 km
- エンジン：4 * グノーム・ローン 14R 1,200 hp